# Strahlenchemie
Strahlenchemie ist ein Teilgebiet der Chemie. Sie befasst sich mit chemischen und biochemischen Reaktionen, die durch ionisierende Strahlung ausgelöst werden. Dadurch unterscheidet sie sich von der Kernchemie, die sich mit Synthese und Reaktionen von radioaktiven Elementen selber befasst. Die Reaktionen sind meist hochkomplex, da der bestrahlte Stoff die absorbierte Strahlenenergie unselektiv aufnimmt und zugleich strahlenchemische Primärreaktionen eintreten. Es folgen Sekundär- und Folgereaktionen unter Bildung mehr oder weniger stabiler Reaktionsprodukte.
Es gibt eine beträchtliche Anzahl verschiedener Strahlenquellen, von 60Co-Quellen (γ-Strahlen) bis zu Elektronenbeschleunigern [beschleunigte Elektronen (β-Strahlen)].

## Einteilung
Es wird unterschieden zwischen
- direkten strahlenchemischen Prozessen (Endprodukte  bilden sich stöchiometrisch aus den Primärprodukten)
- indirekten strahlenchemischen Prozessen (Endprodukte leiten sich nicht von den Primärprodukten ab)
- strahleninduzierte Vorgänge (ein Primärprodukt induziert den Start einer Radikalkettenreaktion)[1]

## Anwendung
Elektronenstrahlen werden zur Vernetzung von Kunststoffen benutzt, z. B. zur Vernetzung von Kabel- und Drahtisolierungen aus Polyethylen (PE), EP-Kautschuk oder Silikonkautschuk. Die Strahlenvernetzung findet auch als Vorvernetzung von Reifenbauteilen (Innerliner), in der Herstellung von Klebebändern und in der Vernetzung von Thermoplasten industrielle Anwendung. Die Verwendung energiereicher Strahlen zur Vernetzung von Polymeren hat gegenüber der Vernetzung unter dem Einfluss von Peroxiden einige Vorteile:
- Durchführung bei Raumtemperatur
- es wird kein Vernetzungsmittel benötigt.

Andererseits hat die Vernetzung mit Elektronenstrahlen die Nachteile hoher Investitionskosten und der Notwendigkeit teurer Strahlenschutzmaßnahmen.

## Geschichte
Die Schwärzung einer photographischen Platte durch Strahlung, die von Uranerzen emittiert wurden, war die erste bekannte strahlenchemische Reaktion, Entdecker war 1895 Wilhelm Conrad Röntgen.